# Jerzy Detloff Flemming

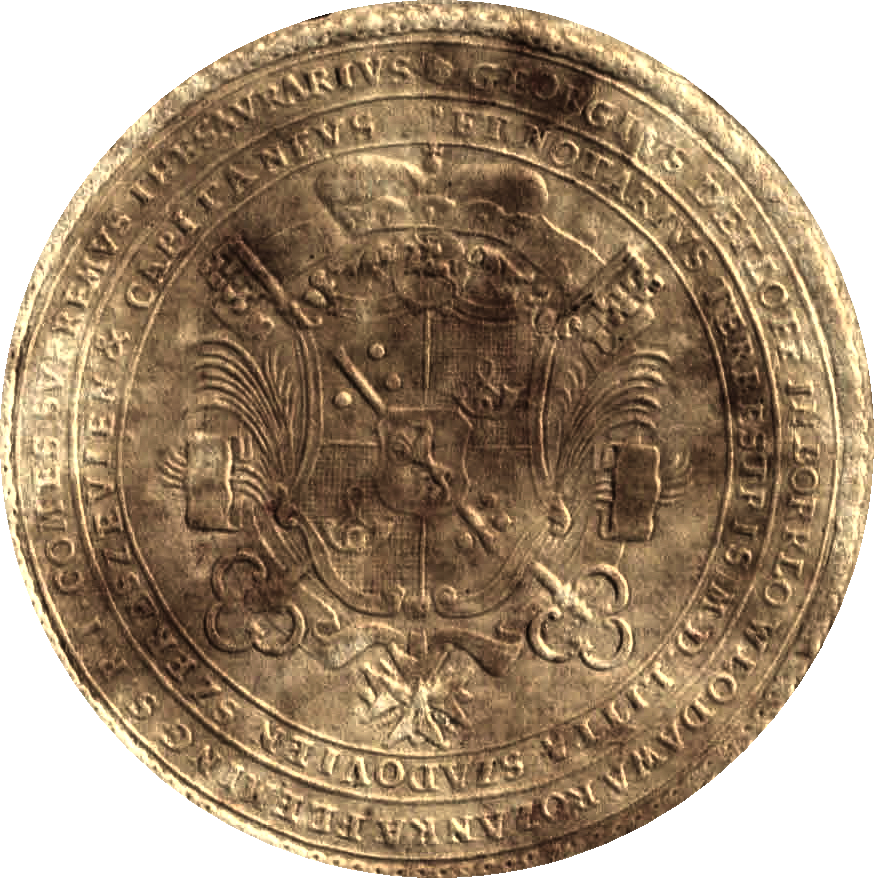
Pieczęć podskarbiego wielkiego litewskiego Jerzego Detloffa Flemminga z 1757 roku

Jerzy Detloff Flemming (także Jan Jerzy Flemming, niem. Georg Detlev von Flemming) (ur. 3 marca 1699 roku w Iven, zm. 12 grudnia 1771 roku w Warszawie) – hrabia, podskarbi wielki litewski w latach 1746-1764, od 1766 wojewoda pomorski, generał artylerii litewskiej w latach 1738-1746, generał lejtnant wojsk koronnych w 1737 roku, generał major wojsk koronnych od 1724 roku. 
Ród Flemmingów wywodził się z Pomorza Zachodniego. Ojcem Jerzego Detloffa był Feliks Fryderyk von Flemming, pruski tajny radca stanu. 
Jerzy Detloff przeszedł na służbę króla polskiego Augusta Mocnego i od 1724 dowodził pułkiem królowej, w 1738 został mianowany generałem artylerii litewskiej. Stronnik Czartoryskich, członek Familii, dwukrotnie żonaty z córkami kanclerza Michała Fryderyka Czartoryskiego.
Co najmniej od 1737 dzierżawca ekonomii grodzieńskiej .
W 1762 popierał Czartoryskich w kampanii przeciw Henrykowi Brühlowi, w 1764 wsparł finansowo konfederatów. 
Wiosną 1764 wraz z Massalskimi i Ogińskimi założył w Wilnie konfederację antyradziwiłłowską. Był elektorem Stanisława Augusta Poniatowskiego w 1764 roku z województwa brzeskolitewskiego. 
Niechętnie odnosił się do konfederacji radomskiej i barskiej. Założył miasteczko Izabelin. Przyczynił się też do rozwoju Włodawy  i Terespola, miasteczek przejętych od Antoniego Pocieja.
Odznaczony Orderem Orła Białego. W 1765 został kawalerem Orderu Świętego Stanisława. Pochowany został w kościele dolnym w bazylice Świętego Krzyża w Warszawie.
Miał dwie córki Mariannę Eleonorę Józefę (trzech imion) i Izabelę. Jego córka Izabela Flemming została żoną księcia Adama Kazimierza Czartoryskiego i odziedziczyła po ojcu znaczny majątek, m.in. Różankę , Włodawę i Terespol. Jego rodzonym bratem był Karl Georg Friedrich von Flemming, a bratem stryjecznym Jakub Henryk Flemming.